# Мігель Мендоса
Міге́ль Мендо́са (англ. Miguel Mendoza; 21 серпня 1989, Мунтінлупа, Метро Маніла) — філіппінський співак та композитор.

## Музична кар'єра
2006 року Мендоса взяв участь в першому сезоні пісенного шоу Філіппінський Ідол і зайняв в ньому 4-е місце.
2008 року Мігель став учасником 2-го сезону зіркового конкурсу Зіркова Академія Піной, в якому він ввійшов до фінальної шістки, а потім трійки і зайняв 3-є місце. На фінальному голосуванні Мендоса отримав 253 412 голосів (13,68 % від числа проголосувавших). 
2019 року пісенна композиція Мігеля Isa Pang Araw у виконанні філіппінської співачки Сари Джеронімо до фільму Місс бабуся була номінована на 67-му щорічну нагороду Найкраща пісня FAMAS Award і здобула перемогу в категорії Найкраща пісня до фільму на Awit Award.